# مرکز حفاظت اطلاعات قوه قضائیه
مرکز حفاظت و اطلاعات قوه قضائیه جمهوری اسلامی ایران به اختصار"حفا قوه" دستگاهی اطلاعاتی است که زیر نظر رئیس قوه قضائیه و با نظارت رهبر جمهوری اسلامی فعالیت می کند که وظیفه نظارت و کنترل اطلاعاتی، ارتباطاتی و اسنادی، بر کارکنان قوه قضائیه را برعهده دارد. این مجموعه به منظور حفظ استقلال و صیانت قوه قضائیه، از طریق حفاظت از کارکنان، حفاظت از اسناد، مدارک و اطلاعات، حفاظت از اماکن و تاسیسات، وسایل و تجهیزات، ایجاد امنیت ارتباطات و حفاظت از ارزشهای انقلاب اسلامی و دستاوردهای آن در قوه قضائیه فعالیت می نماید.

## جایگاه
رئیس این سازمان با مشورت رهبر جمهوری اسلامی ایران و توسط رئیس قوه قضائیه منصوب می شود. رئیس سازمان حفاظت اطلاعات قوه قضائیه عضو شورای عالی قوه قضائیه و عضو شورای هماهنگی اطلاعات کشور می باشد. اعضا و عوامل و کارکنان این نهاد عضو جامعه اطلاعاتی کشور می باشند .